# 왕첸위안 (배우)
왕첸위안(중국어: 王千源, 병음: Wáng Qiānyuán, 한자음: 왕천원, 1972년 6월 27일 ~ )은 중국의 배우이다. 랴오닝성 선양시 출신으로 중앙희극학원을 나왔으며, 영화 《철피아노》, 《세이빙 미스터 우》에 출연했다.

## 출연작 목록

### 영화
| 연도 | 제목                  | 원제       | 배역     | 비고 |
| ---- | --------------------- | ---------- | -------- | ---- |
| 2010 | 철피아노              | 钢的琴     | 천구이린 |      |
| 2014 | 수춘도                | 绣春刀     | 노검성   |      |
| 2015 | 세이빙 미스터 우      | 解救吾先生 | 장화     |      |
| 2016 | 분애                  | 奔爱       | 루제     |      |
| 2017 | 건망촌                | 健忘村     | 톈구이   |      |
| 2017 | 특수부대: 스카이 헌터 | 空天獵     |          |      |
| 2020 | 제폭: 범죄와의 전쟁   | 除暴       |          |      |